# Zubogyi református templom
A kicsiny, alig több mint félezer lakosú faluban, Zubogyon dombon áll, szépen parkosított környezetben a középkori eredetű református templom. Megközelítéséhez a községi postánál lévő buszmegállónál kell letérni a településen átvezető 2603-as útról a Szabadság útra, melyen nagyjából 500 méter autóúttal vagy sétával érhető el.

## A templom építészete
Körbejárva a szép arányú épületet, láthatjuk, hogy hasított zsindellyel fedték. Szembetűnő, hogy sokszögzáródású szentélye (szép gótikus ablakokkal) alacsonyabb, mint a hajó, amelynek nagyobb része román stílusú. A templom szentélyétől délkeletre magasodik a 18. század közepén épített zömök, fából ácsolt harangtorony.
Délről, kis előtéren keresztül juthatunk a templom belsejébe. Szemben láthatjuk, az északi falnál a szószéket, Jobbra nézve a szentélyben csakúgy karzatot láthatunk, mind balra, a templom nyugati végében. Mind a karzatok, mind a szószék, s a padsorok előlapjai is festettek, és 73 fenyőfa pallóból álló, pompás, 1726-os évszámmal ellátott, festett famennyezet alatt sétálhatunk végig a téglapadlón. Az 1978-ban kezdődött régészeti kutatás és az ezt követő műemléki helyreállítás során alakult ki a templom és környezete mai képe.
Az első templom ezen a helyen a 12. században épült, tört kőből, egyenes szentélyzáródással. Ennek a templomnak csak északi és déli hajófal-részletei maradtak meg. 1299-ben hatalmaskodás során elpusztult a falu, s ekkor romba dőlt a templom is. A helyreállítás során épült meg a sekrestye, s a szentély félköríves bővítményt kapott. A 16. század elején építették meg a sokszögzáródású, gótikus szentélyt. A 16. század utolsó harmadában került a templom a reformátusok birtokába. Ez azzal járt, hogy elbontották a sekrestyét, eltávolították az oltárt, a hajót nyugat felé bővítették, és a nyugati bejárat elé előteret építettek. 1673 körül a törökök fölgyújtották a templomot. Talán előlük rejtették el egy agyagedényben a templom gótikus kelyhét, amelyet a felújítást megelőző régészeti ásatás során megtaláltak.
Az évtizedeken keresztül romos templomot az 1710-es évektől kezdték helyreállítani. Mintegy fél évszázad alatt alakult ki a templom ma is látható külső-belső arculata. A 19. század első évtizedeinek szakszerűtlen átalakításait az 1978-1985 közötti műemléki helyreállítás során nagyrészt sikerült ellensúlyozni.

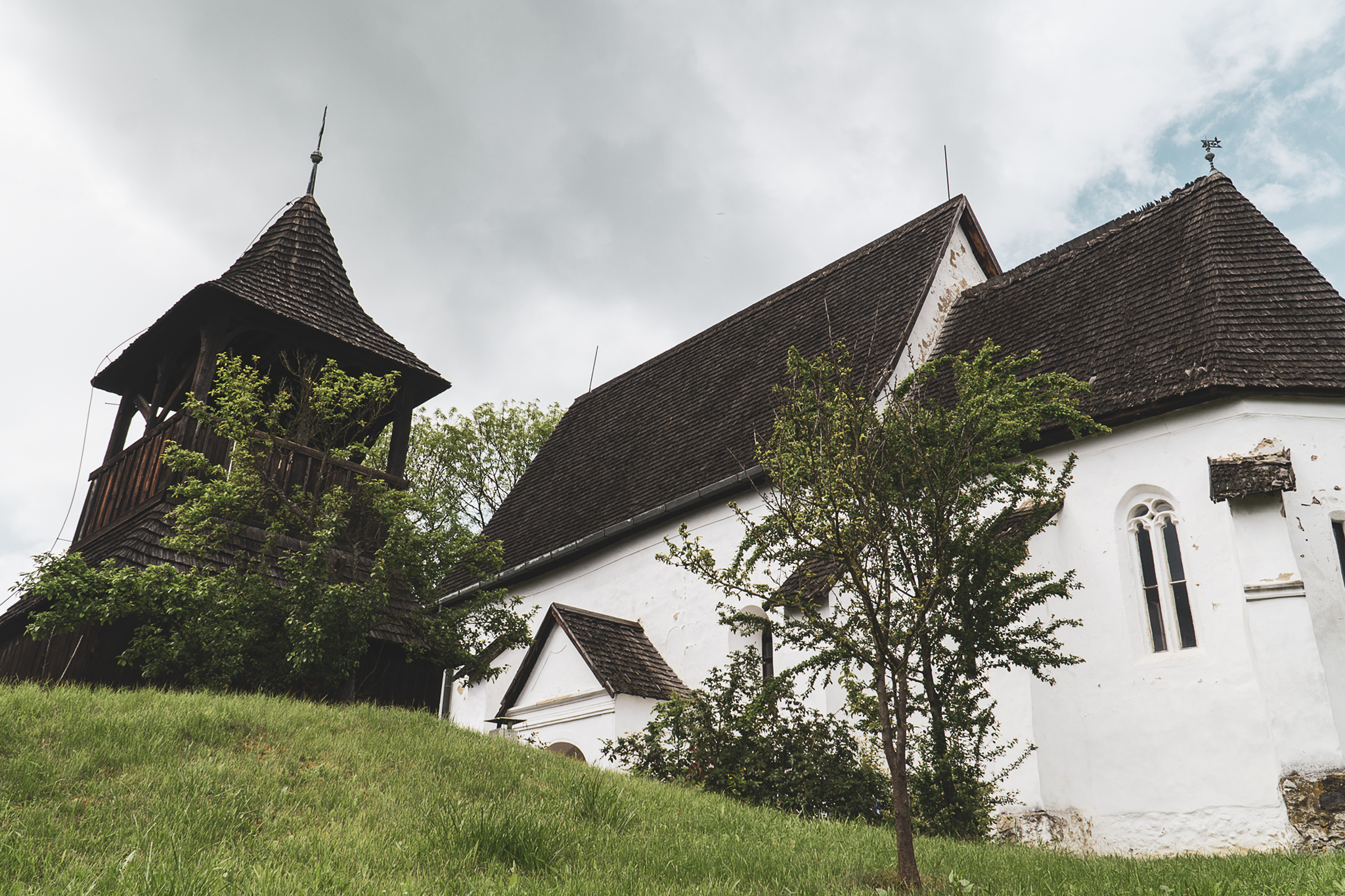
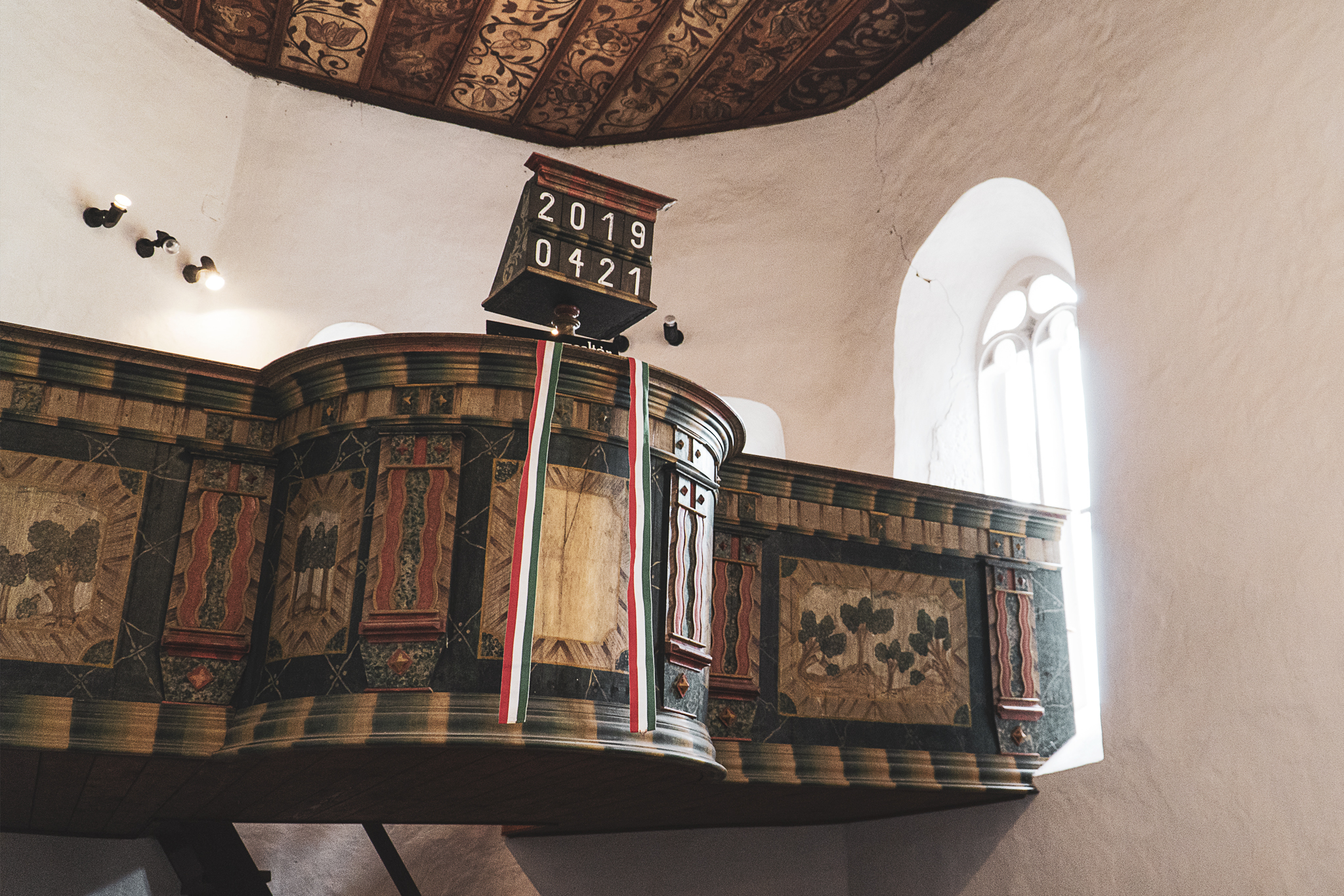
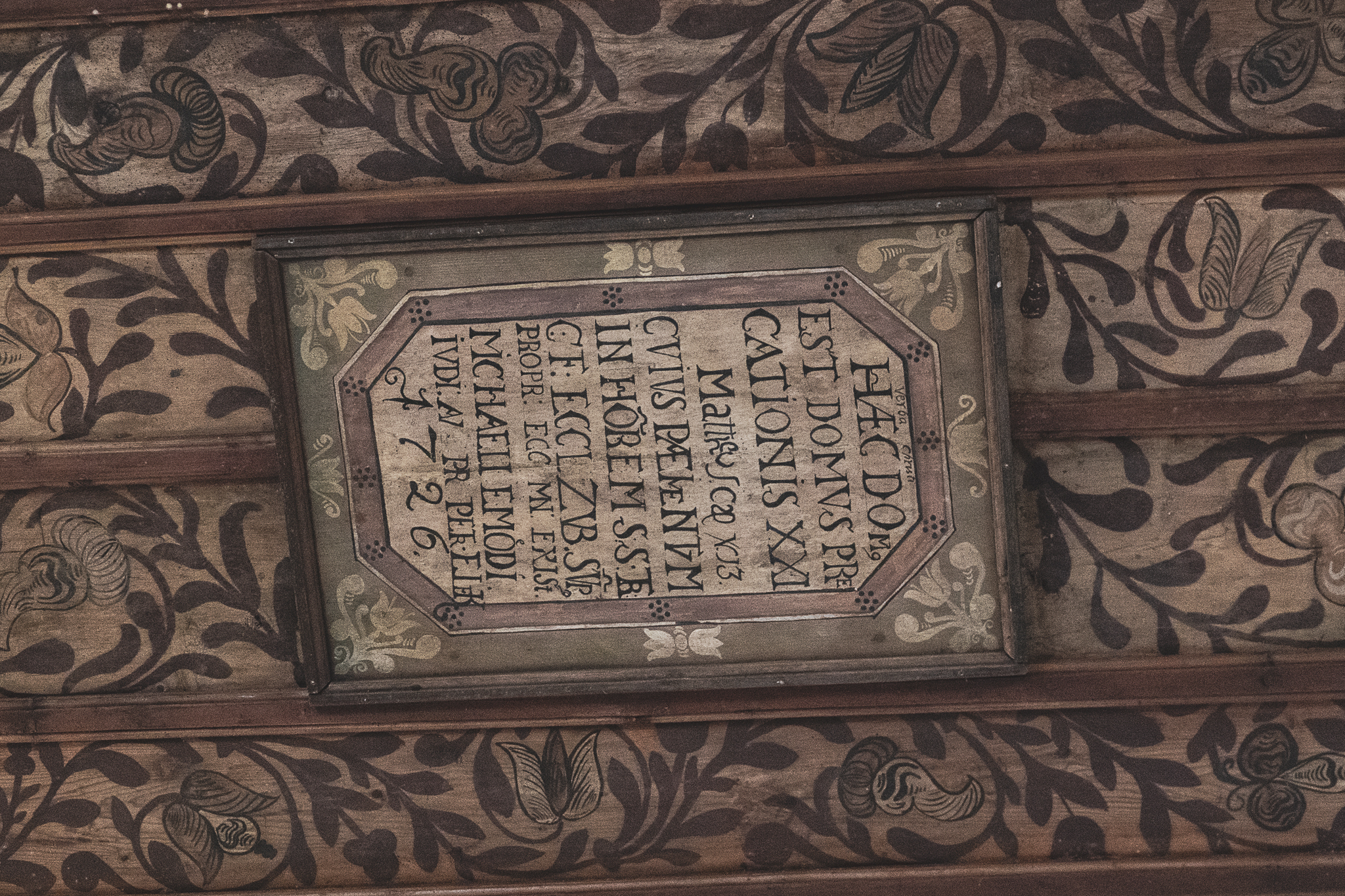
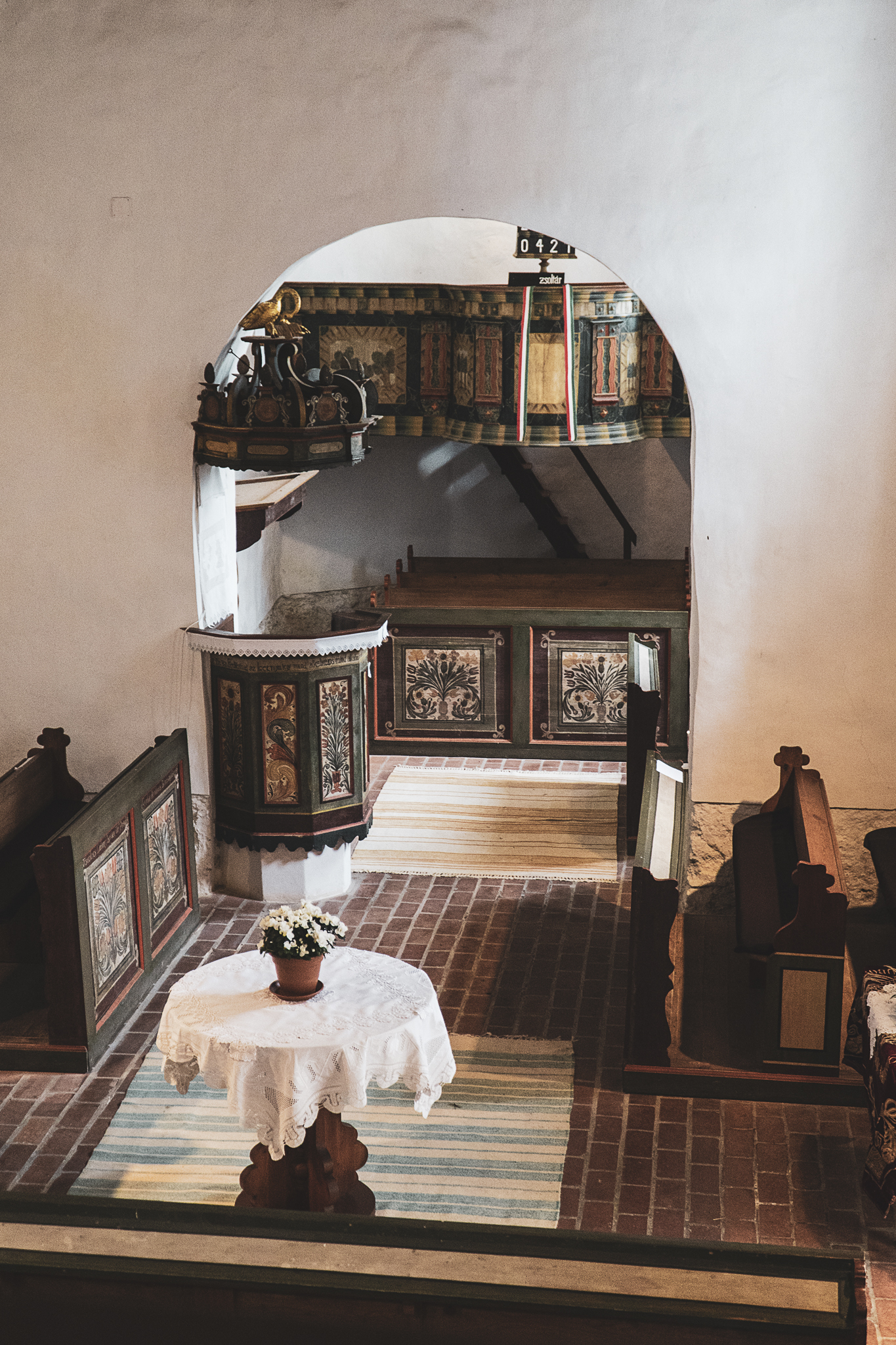
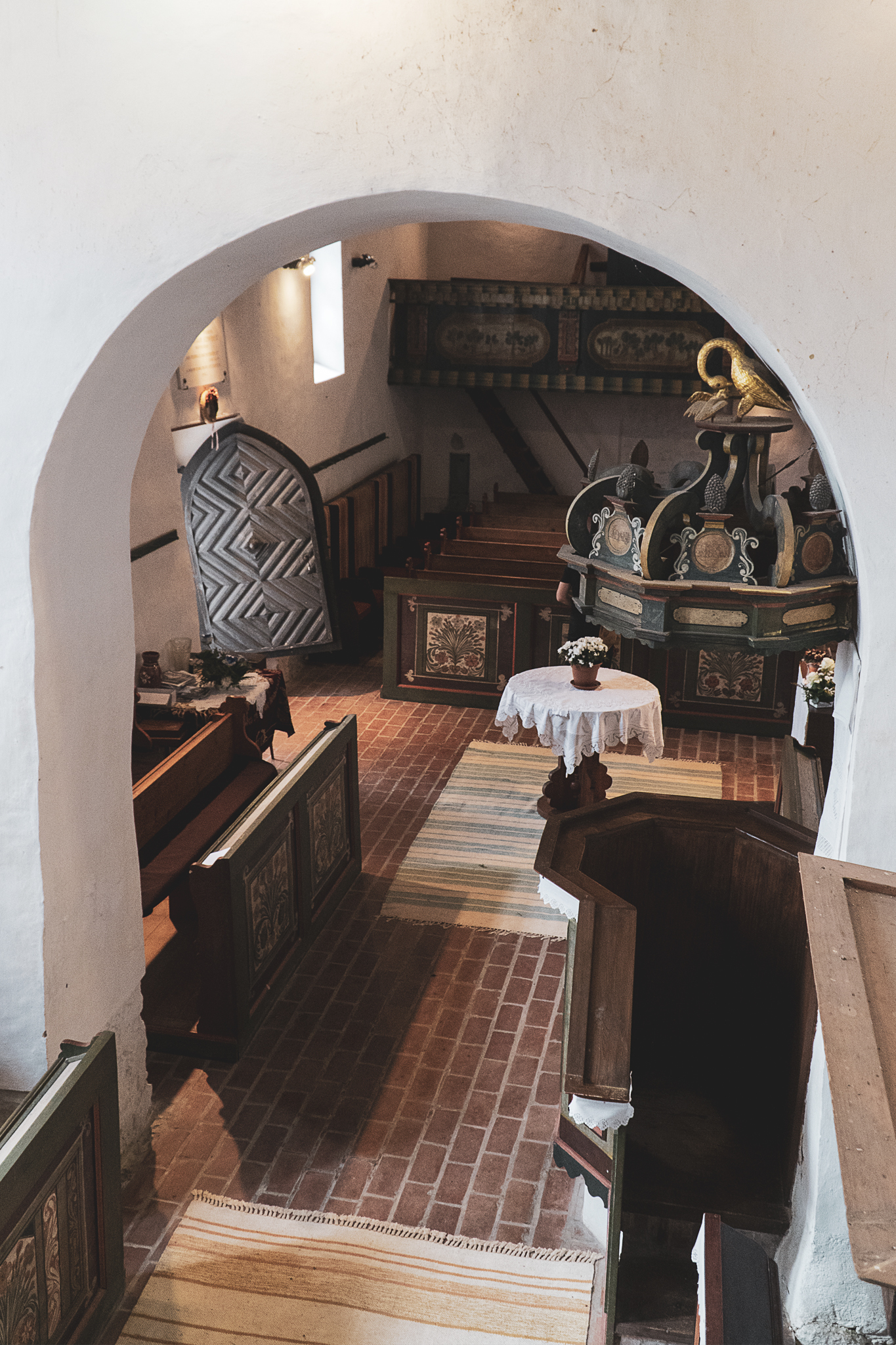
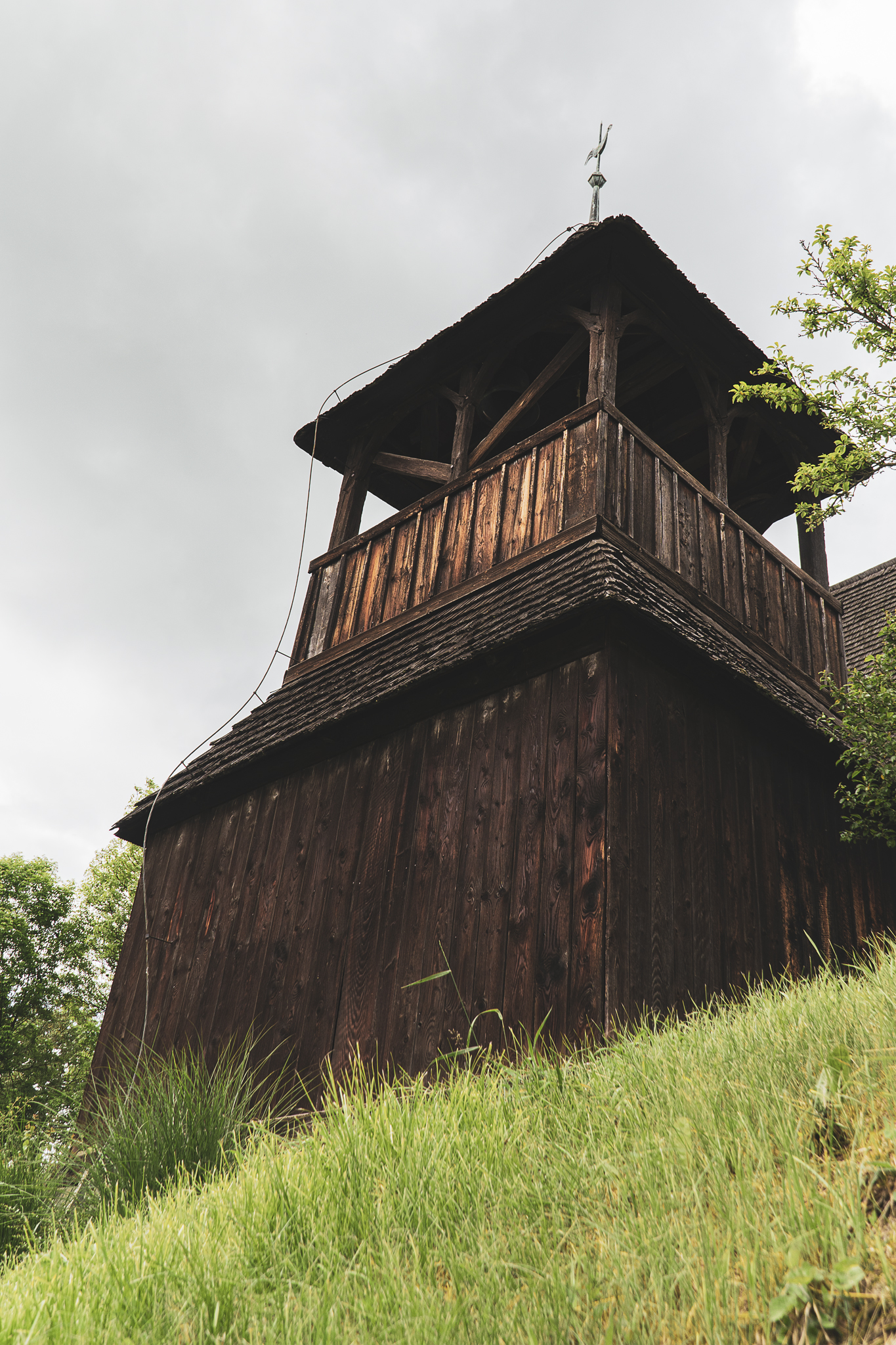